# 김유행
김유행(金裕行, 1946년 8월 21일 ~ )은 대한민국의 코메디언, 텔레비전 배우, 영화배우이며 가수, 사회활동가이다. 1988년 조춘과 함께 유머1번지에서 영구 심형래의 경호원인 쌍라이트로 출연하여 유명해졌다. 쌍라이트 제1기 멤버로, 무림 영화에도 출연하였고 가수로도 활동하고 있다. 전라남도 출신

## 약력
1946년 8월 21일 전라남도 광주군(현재의 광주광역시)에서 태어났으며 최종 학력은 광주농업고등학교를 졸업했다. 1966년부터 태권도장에 다니며 태권도를 수련하며 1970년 태권도 4단을 취득했다. 이때 서울 퇴계로에 태권도장 및 보디빌딩 체육관을 냈다.
그 뒤 1974년 감독 김효천의 '실록 김두한'으로 영화에 데뷔하였고, 그의 도장을 영화촬영 장소로 제공하고 그 자신도 출연하면서 우연히 영화에 출연하면서 데뷔하게 됐다. 그 뒤 우연한 기회에 무술 영화에도 출연했는데, 이혁수 감독의 1978년작 파천신권 등의 무술 영화와 여러 타이완 영화 등에 여러 번 단역과 조연 등으로 출연하였다. 1979년 중화민국과의 합작영화 촬영에 초청되어 타이완에 갔다가 4년간 10편 이상의 영화에 출연하였다. 이때 그가 출연한 영화는 신서유기, 복만천 등이다.
귀국 후 여러 영화와 드라마에 출연하다가, KBS2의 대하드라마 토지에 출연했는데 이후 '내마음 별과 같이', '전설의 고향', 최상식의 '고향' 등의 드라마에도 캐스팅되었고, 그 뒤 유머1번지에서 영구 심형래의 경호원의 한사람으로 출연하게 되면서 유명세를 타게 되고 이후 땡칠이와 쌍라이트(1990), 뽀식이와 꼬마특공단(1991) 등에도 출연하였다.

## 출연작

### 영화
- 파천신권(1974)
- 평양맨발 (1980)
- 열번 찍어도 안넘어진 사나이 (1980)
- 여자 대장장이 (1982), 중국 영화, 전쯔단(견자단), 청룽(성룡) 등과 함께 출연
- 0시의 호텔
- 밥풀떼기 형사와 쌍라이트
- 영구와 땡칠이
- 영구와 드라큘라
- 땡칠이와 쌍라이트
- 수탉 (1990)
- 백백교 (1993)
- 갈갈이 페밀리와 드라큘라 (2003)
- 저 하늘에도 슬픔이 (2007)

### 텔레비전
- 1986년 뽀뽀뽀
- 1988년 ~ 1990년 유머1번지 영구야 영구야
- 1988년 일요일밤의 대행진

## 가족
- 부인: 김성은

## 같이 보기
- 쌍라이트
- 유머1번지
- 심형래
- 조춘
- 왕춘
- 박세범
- 박용식